# Vittorio Cuniberti
Vittorio Emilio Cuniberti, född 6 juni 1854 i Turin, död 20 december 1913 i Rom, var en italiensk skeppsbyggnads- och maskiningenjör. 
Cuniberti blev civil- och järnvägsingenjör, genomgick ingenjörshögskolan i Genua och inträdde 1877 som löjtnant i marinens ingenjörkår, där han avancerade till generalmajor. Han var en tid underdirektör på varvet i Castellammare di Stabia och konstruktionschef på varvet i Neapel samt blev slutligen vice president i marinens kommission för granskning av förslag till fartygsbyggnader. 
Cuniberti uppgjorde förslag till många örlogsfartyg, utmärkta särskilt för fina undervattenslinjer och till följd därav hög fart, och han var en föregångsman för införande av oljeeldning. Det var han som framkom med projektet att förse slagskeppen med ett stort antal grova kanoner i stället för blott de traditionella fyra. Dess första resultat var brittiska slagskeppet "HMS Dreadnought" (1906). Hans idérikedom gjorde sig gällande inom många grenar av hans yrke; bland annat gjorde han flera förbättringar vad gäller ubåtar. Vid den tävlan, som anordnades för återupprättande av ryska flottan efter rysk-japanska kriget vann han priset.